# Утрехтский мирный договор (1713)
Утрехтский мирный договор — договор, положивший конец Войне за испанское наследство. Мирный договор состоял из соглашений, подписанных в Утрехте в апреле и июле 1713 года между Францией и Испанией с одной стороны и Великобританией, Голландской республикой, Священной Римской империей, Португалией и Савойей с другой. В марте 1714 года в дополнение к Утрехтскому был подписан Раштаттский мир, а в сентябре 1714 года — Баденский договор.

## Предыстория
Война за испанское наследство началась в 1701 после смерти последнего испанского короля из династии Габсбургов, Карла II. Священная Римская империя предъявила претензии на испанский трон. Франция начала более агрессивно расширять свои территории. Недовольные европейские державы (главным образом Англия и Голландская республика) выступили на стороне Священной Римской империи, чтобы воспрепятствовать усилению Франции. Другие государства присоединились к союзу против Франции и Испании, чтобы попытаться заполучить новые территории или же защитить уже имеющиеся. Война длилась более десятилетия. Предварительные условия мира были составлены в Лондоне в октябре 1711 года. В следующем году в Утрехте открылся конгресс, на котором участие в переговорах о мире принимали, кроме английских и французских министров, уполномоченные от Голландии, Испании, Савойи и Португалии. В 1713 воюющие стороны ратифицировали мирный договор.

## Условия

### Испания
Филипп V из династии Бурбонов отрёкся от всех прав на французский престол и был признан королём Испании и её колоний с условием, что король испанский никогда не будет одновременно королём французским. Испания должна была уступить Австрии Неаполитанское королевство, Сардинию, часть Тосканы, Миланское герцогство и Испанские Нидерланды; Англии — Гибралтар и остров Менорка; Савойе — Сицилию.

### Франция
Франция уступила Габсбургам незначительные территории в Южных Нидерландах (в частности, Менен, Ипр, Турне и Фюрн), вывела свои войска из Лотарингии и уступила пограничную крепость Кастельдельфино с долиной Валле-Варайта и верхнюю часть долины Валь-ди-Суза, а также коммуны Бардонеккья и Улькс герцогству Савойскому в обмен на крепость Барселоннет. В Америке ей пришлось отдать англичанам колонии вокруг Гудзонова залива, Землю Руперта, Ньюфаундленд, Акадию и свою часть острова Сент-Китс.

Были установлены границы между Францией и Португалией в Южной Америке по реке Ояпок. Однако французы проигнорировали это решение, что в дальнейшем привело последовательно к франко-португальскому и франко-бразильскому территориальному спору.

### Австрия
Австрия получила от Испании Неаполитанское королевство, Сардинию, часть Тосканы, Миланское герцогство и испанские Нидерланды; она также получила Мантую после пресечения там в 1708 г. профранцузской Гонзага-Неверской династии.

### Великобритания
Англия получила Гибралтар и остров Менорка, часть французских колоний в Америке. Она также приобрела «асьенто» — исключительное право торговли африканскими рабами (Роберт Харли передаст его компании Южных морей вместе с государственными долговыми обязательствами). Также для Англии и её союзников было выгодно, что короны Франции и Испании не были объединены. Также Англия получила остров Ньюфаундленд.

### Савойя
Савойя получила Королевство Сицилия, маркграфство Монферрат и западную часть герцогства Миланского.

### Голландская республика
Голландия получила право содержать гарнизоны в крепостях Менене, Намюре, Турнэ, Ипре и др., которое было предоставлено ей еще по договору 1709 года с Австрией.

## В художественных произведениях
События вокруг Утрехтского мира изображены в пьесе французского драматурга Эжена Скриба «Стакан воды», каковая была экранизирована в 1979 году в СССР режиссёром Юлием Карасиком. При дворе британской королевы идёт политическая борьба двух партий: виги, направляемые герцогиней Мальборо, стремятся продолжать войну до победного конца, а тори во главе с лордом Болингброком выступают за мирные переговоры. Герцогиня Мальборо, побуждаемая личной ревностью, ссорится с королевой Анной, в результате чего Война за испанское наследство прекращается.
Кроме того, существует одноимённый телеспектакль 1957 года.